# Peel Session 2
Peel Session 2 è un EP del duo di musica elettronica britannico Autechre, pubblicato nel 2000.

## Tracce
1. Gelk – 8:51
2. Blifil – 7:00
3. Gaekwad – 6:25
4. 19 Headaches – 7:14

## Formazione
- Sean Booth
- Rob Brown